# 班熱維爾
班熱維爾（法语：Bingerville）是西非國家科特迪瓦的城市，由潟湖區負責管轄，位於該國東南部埃布里耶潟湖畔，市內有植物園和法式建築物，2009年人口估計約58,084。